# Henry James Burrell
Henry James Burrell, ps. „the Platypus Man” oraz „Duckbill Dave” (ur. 19 stycznia 1873 w Rushcutters Bay, zm. 29 lipca 1945 w Randwick) – australijski przyrodnik i fotograf, który specjalizował się w badaniach nad stekowcami.

## Życiorys
Henry James Burrell urodził się 19 stycznia 1873 roku w Rushcutters Bay (Sydney), jako czwarty syn architekta Douglasa Burrella i Sarah Rose. Po krótkiej edukacji rozpoczął wędrowny tryb życia, w trakcie którego pracował jako komediant w utworach wodewilowych. W dniu 28 marca 1901 roku poślubił 42-letnią Susan Emily Naegueli, z którą zamieszkał w miejscowości Manilla (Nowa Południowa Walia), gdzie zajmował się hodowlą bydła.
Burrell założył mały ogród zoologiczny z rodzimą fauną i wkrótce po tym zainteresował się dziobakami australijskimi (Ornithorhynchus anatinus). W opinii zoologów nie można było trzymać w niewoli dziobaków, dlatego Burrell rozpoczął badania nad stekowcami (zarówno nad dziobakiem australijskim, jak i kolczatką australijską – Tachyglossus aculeatus). Burnell prowadził swoje badania nad rzekami: Namoi, Manilla i Macdonald, odkrywając wiele nowych faktów na temat życia dziobaków. Niektóre osobniki dziobaków udało mu się odłowić ze środowiska naturalnego i następnie utrzymać przy życiu w niewoli. Opracował koncepcje przenośnego wiwarium dla dziobaków, tzw. platypusary (nazwa pochodzi od angielskich słów: platypus – dziobak i nursery – przedszkole, szkółka), które po raz pierwszy zostało zaprezentowane w 1910 roku w Moore Park Zoological Gardens. W 1922 roku we współpracy z Ellisem S. Josephem po raz pierwszy zaprezentował żywe dziobaki poza granicami Australii, w Stanach Zjednoczonych w Bronx Zoo (Nowy Jork). Ponadto był pierwszym przyrodnikiem, który z sukcesem hodował w niewoli młodego osobnika dziobaka.
W 1927 roku w trakcie badań nad dziobakami nad rzeką Namoi został ukąszony i sparaliżowany przez dziobaka. Po wyzdrowieniu przeprowadził się do Sydney, gdzie kontynuował badania.
Henry Burrell regularnie publikował artykuły w czasopismach naukowych. Ponadto był członkiem różnych towarzystw naukowych, w tym, m.in.: Zoological Society of London, Australian Museum, Amerykańskiego Muzeum Historii Naturalnej w Nowym Jorku, American Society of Mammalogists oraz Royal Zoological Society of New South Wales. Zbierał okazy zwierząt dla Uniwersytetu w Sydney i innych placówek naukowych Wspólnoty Narodów. Ponadto przekazał swoją kolekcję fotograficzną do Australian Museum, a okazy stekowców do Australian Institute of Anatomy. W 1937 roku został odznaczony Orderem Imperium Brytyjskiego IV klasy (OBE).
W marcu 1941 roku zmarła jego pierwsza żona – Susan Emily Naegueli. W grudniu 1942 roku poślubił swoją drugą żonę – Daisy Ellen Brown. Henry Burrell zmarł nagle w dniu 29 lipca 1945 roku z powodu choroby serca w swoim domu w Randwick (Sydney). Był bezdzietny.

## Fotografia

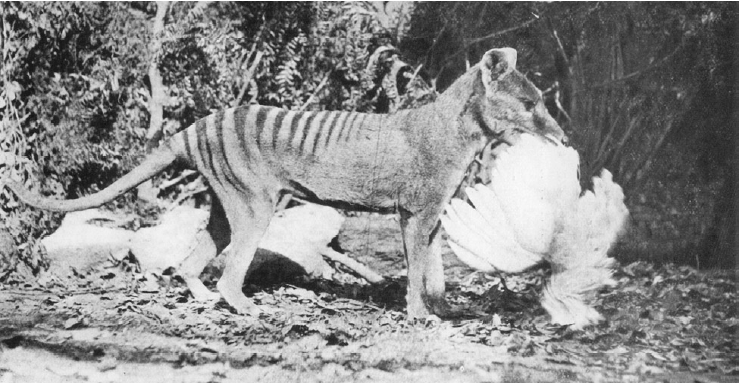
Zdjęcie opublikowane w The Australian Museum Magazine i The Wild Animals of Australasia

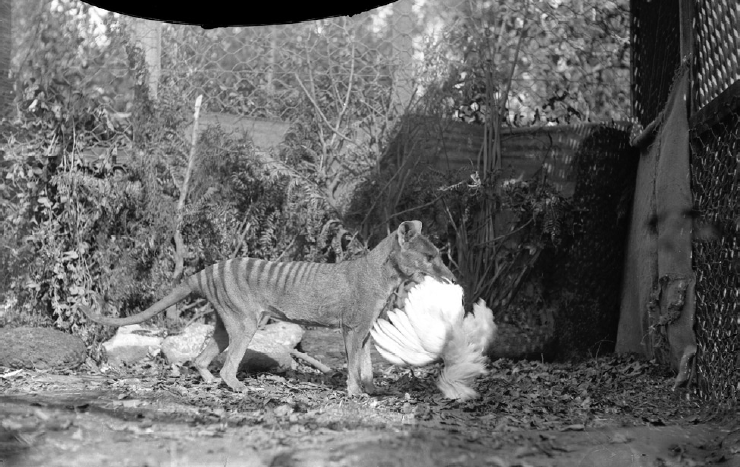
Oryginalne zdjęcie przed przycięciem

Henry Burrell był fotografem amatorem. Kolekcja fotograficzna jego autorstwa składa się z 450 sztuk płyt fotograficznych wykonanych w latach 1914–1918, które znajdują się w Australian Museum. Na swoich fotografiach utrwalał życie zwierząt zamieszkujących Australię, Tasmanię i Papuę-Nową Gwineę.

### Zdjęcie wilka workowatego
Najbardziej znaną fotografią autorstwa Henry’ego Burrella jest fotografia przedstawiająca jednego z ostatnich żyjących wilków workowatych w Hobart Zoo, który trzyma w pysku kurę. Zdjęcie po raz pierwszy zostało opublikowane w The Australian Museum Magazine w 1921 roku. W czasopiśmie zdjęcie zostało przycięte i przedstawiało wilka workowatego na tle zarośli, tym samym ukazując wilka workowatego jako drapieżnika polującego na zwierzęta domowe. Ponadto w 1926 roku to samo zdjęcie zostało opublikowane w The Wild Animals of Australasia, z komentarzem opisującym wilka workowatego jako agresywnego drapieżcę. Należy zaznaczyć, że w okresie publikacji zdjęcia populacja wilka workowatego na wolności gwałtownie spadała. Kontekst zdjęcia natomiast przedstawiał wilka workowatego w negatywy sposób i nie sprzyjał działaniom na rzecz jego ochrony.
W ocenie Carola Freemana zdjęcie wilka workowatego wykonane przez Burrella mogło zostać ustawione. Nie ma pewności, czy do zdjęcia nie wykorzystano wypchanego okazu oraz czy zdjęcia nie wykonano na posiadłości Burrella w miejscowości Manilla. Dodatkowo istnieją wątpliwości co do tego, kiedy zdjęcie zostało wykonane. Robert Paddle w The Last Tasmanian Tiger sugeruje, że zdjęcie mogło zostać wykonane w 1912 roku, natomiast wg Carola Freemana bliżej 1920 roku. Jednocześnie nie ma pewności, czy na zdjęciu znajduje się ostatni samiec wilka workowatego, który padł w 1936 roku.
Szkielet ostatniego padłego wilka workowatego znajduje się w Tasmanian Museum and Art Gallery, natomiast miejsce lokalizacji skóry pozostaje nieznane. Analiza skóry, ze względu na niepowtarzalne jej cechy, umożliwiłaby identyfikację osobnika znajdującego się na zdjęciu.

## Publikacje
- The Wild Animals of Australasia (1926 z Albert Sherbourne Le Souef);
- The Platypus, its Discovery, Zoological Position Form and Characteristics, Habits, Life History, etc. (1927)[1].